# 斯氏擬莖海龍
斯氏擬莖海龍（学名：Pseudophallus starksii），為輻鰭魚綱棘背魚目海龍魚科的其中一種，分布於中美洲及南美洲沿岸的淡水水域，體長可達17.6公分，棲息在溪流及河口區。